# Patrick Allen
Patrick Allen, all'anagrafe John Keith Patrick Allen (Nyasaland, 17 marzo 1927 – Londra, 28 luglio 2006), è stato un attore britannico.
Debuttò nel film Il delitto perfetto (1954) di Alfred Hitchcock nel ruolo del detective Pearson.
Apparve in numerose altre pellicole cinematografiche e produzioni televisive; è stato anche doppiatore.

## Filmografia parziale

### Cinema
- Il delitto perfetto (Dial M for Murder), regia di Alfred Hitchcock (1954)
- Nel 2000 non sorge il sole (1984), regia di Michael Anderson (1956)
- Amare per uccidere (Wicked as They Come), regia di Ken Hughes (1956)
- Dunkerque (Dunkirk), regia di Leslie Norman (1958)
- Corruzione a Jamestown (Never Take Sweets from a Stranger), regia di Cyril Frankel (1960)
- Gli spettri del capitano Clegg (Captain Clegg), regia di Peter Graham Scott (1962)
- La notte dei generali (The Night of the Generals), regia di Anatole Litvak (1967)
- Demoni di fuoco (Night of the Big Heat), regia di Terence Fisher (1967)
- All My Loving, regia di Tony Palmer (1968)
- Galaxy Horror (The Body Stealers), regia di Gerry Levy (1969)
- Sezione narcotici (Puppet on a chain), regia di Geoffrey Reeve (1970)
- Il seme dell'odio (The Wilby Conspiracy), regia di Ralph Nelson (1975)
- I 4 dell'Oca selvaggia (The Wild Geese), regia di Andrew V. McLaglen (1978)
- L'oca selvaggia colpisce ancora (The Sea Wolves), regia di Andrew V. McLaglen (1980)
- Chi osa vince (Who Dares Wins), regia di Ian Sharp (1982)
- All'inseguimento della morte rossa (Bullet to Beijing), regia di George Mihalka (1995)

### Televisione
- The Errol Flynn Theatre – serie TV, episodio 1x15 (1956)
- Assignment Foreign Legion – serie TV, episodi 1x10-1x22 (1956-1957)
- I gialli di Edgar Wallace (The Edgar Wallace Mystery Theatre) – serie TV, episodio 2x07 (1961)
- Gli invincibili (The Protectors) – serie TV, episodio 1x16 (1973)
- L'asso della Manica (Bergerac) – serie TV, episodio 3x10 (1984)

## Doppiatori italiani
- Carlo Hintermann in Nel 2000 non sorge il sole
- Arturo Dominici in La notte dei generali
- Emilio Cigoli in Galaxy Horror
- Sergio Fiorentini in I 4 dell'Oca selvaggia